# Mordellistena longepygidialis
Mordellistena longepygidialis es una especie de coleóptero de la familia Mordellidae.

## Distribución geográfica
Habita en Sudán.